# Azul (álbum de Los Piojos)
Azul es el cuarto álbum de estudio del grupo musical de Argentina Los Piojos. Fue grabado en Del Cielito Records durante febrero y marzo de 1998. En vivo fue presentado oficialmente el 16 y 17 de mayo de 1998 en el parque Sarmiento. El disco fue reeditado en el año 2007 por El Farolito Discos. En diciembre de 1998, MTV consagró a Los Piojos como "artista del mes" y puso entre los primeros del ranking el video musical de la canción «El balneario de los doctores crotos».

## Grabación
Pasados la hecatombe y el suceso que significó 3er arco, Los Piojos decidieron no tomarse demasiado tiempo para conocer su sucesor. Así fue como nació Azul, a principios de 1998. La idea de ir cambiando de colores como temática de cada álbum continua presente desde Ay ay ay (rojo) y 3er Arco (amarillo). Según Hernán Bermúdez, responsable no solo de buena parte del arte gráfico de Los Piojos sino también de las escenografías y los cambios en la fisonomía del piojito ícono del grupo musical: “Los chicos tiraron la idea dominante del color y al pensar en azul, se lo vinculó con el mar, el espacio y la noche. Las canciones tenían un perfil más meditativo y hasta melancólico, por eso imaginé situaciones que tuvieran que ver con los viajes, la navegación, los griegos, los monstruos marítimos. El dibujo de tapa, específicamente, remite a una tempestad y a esa mutación entre vela de barco y piojo”. Según Andrés Ciro Martínez acerca de su obsesión por los colores: “Fue buscado así, el azul era el color primario que nos faltaba y, además, ya teníamos un tema que se llamaba «Agua» y un vals que remitía a lo portuario. El concepto cerró por todos lados”.
En este trabajo se profundizarían los ritmos rioplatenses como el candombe y la murga e incluiría canciones paradigmáticas en su carrera como «Agua», «Desde lejos no se ve», «Y quemás» y «El balneario de los doctores crotos». Este último alcanzó una alta rotación en las cadenas musicales de televisión en toda Latinoamérica y los llevó a tocar por primera vez en el Distrito Federal y Guadalajara (México) y a San Diego, Los Ángeles y Miami (Estados Unidos) con su gira Azulada. El disco fue presentado en multitudinarios conciertos en el parque Sarmiento y en el estadio Islas Malvinas. Después llegaría Ritual, el primer disco en vivo del grupo musical, grabado durante los días 7,8 y 9 de mayo de 1999, en el estadio Obras, en los conciertos que conmemoraron sus diez años de trayectoria.

## Lista de canciones
Todas las letras escritas por Andrés Ciro Martínez.

| N.º | Título                                | Música                                                | Duración |  |
| 1.  | «Vals inicial»                        | Andrés Ciro Martínez y Gustavo Kupinski               | 5:58     |  |
| 2.  | «El balneario de los doctores crotos» | Los Piojos                                            | 4:01     |  |
| 3.  | «Genius»                              | Andrés Ciro Martínez                                  | 4:12     |  |
| 4.  | «A ver cuándo»                        | Andrés Ciro Martínez y Miguel Á. Rodríguez            | 4:58     |  |
| 5.  | «Desde lejos no se ve»                | Andrés Ciro Martínez, Gustavo Kupinski y Daniel Buira | 4:39     |  |
| 6.  | «Sucio can»                           | Andrés Ciro Martínez                                  | 3:29     |  |
| 7.  | «El rey del blues (B. B. King)»       | Los Piojos                                            | 4:01     |  |
| 8.  | «Y quemás»                            | Andrés Ciro Martínez                                  | 4:51     |  |
| 9.  | «Agua»                                | Los Piojos                                            | 4:58     |  |
| 10. | «Buenos tiempos»                      | Andrés Ciro Martínez, Gustavo Kupinski y Daniel Buira | 3:58     |  |
| 11. | «Go negro go»                         | Los Piojos                                            | 5:04     |  |
| 12. | «Uoh pa pa pa»                        | Andrés Ciro Martínez y Daniel Fernández               | 3:02     |  |
| 13. | «Quemado»                             | Los Piojos                                            | 5:39     |  |
| 14. | «Murguita»                            | Los Piojos                                            | 3:30     |  |
| 15. | «Olvidate (ya ves)»                   | Los Piojos                                            | 4:15     |  |
| 16. | «Finale»                              | Andrés Ciro Martínez                                  | 1:29     |  |

## Créditos
- Andrés Ciro Martínez: Voz, armónica, guitarra, coros y cornetta sportiva.
- Daniel "Piti" Fernández : Guitarras y coros.
- Gustavo "Tavo" Kupinski: Guitarras, bandoneón y coros.
- Miguel Ángel "Micky" Rodríguez: Bajo y coros.
- Daniel "Dani" Buira: Batería y percusión.